# Represa de Monticello
A Represa de Monticello, ou Barragem de Monticello, é uma represa localizada no Condado de Napa, Califórnia, Estados Unidos, que foi construída entre os anos de 1953 e 1957.
A barragem é famosa no mundo todo por contar com um imenso sumidouro de concreto com 22 metros de diâmetro (chamado de Glory Hole, ou, em português, "buraco da Glória"), que faz o escoamento do Lago Berryessa quando o nível da água atinge o limite de segurança, com o objetivo de evitar inundações. É considerado o maior buraco do mundo com estas características.

## Características
A Represa de Monticello tem uma altura de 93m e um comprimento de 312m da crista, e possui aproximadamente 249.000 metros cúbicos de concreto.
A barragem está localizada no rio Putah Creek, cujas águas formam Lago Berryessa, o segundo maior lago na Califórnia. Este lago foi usado para a construção desta represa, que foi criada para fazer o abastecimento elétrico das cidades do Condado de Napa.
A capacidade do tanque é 1,98 km³.

## Vertedouro

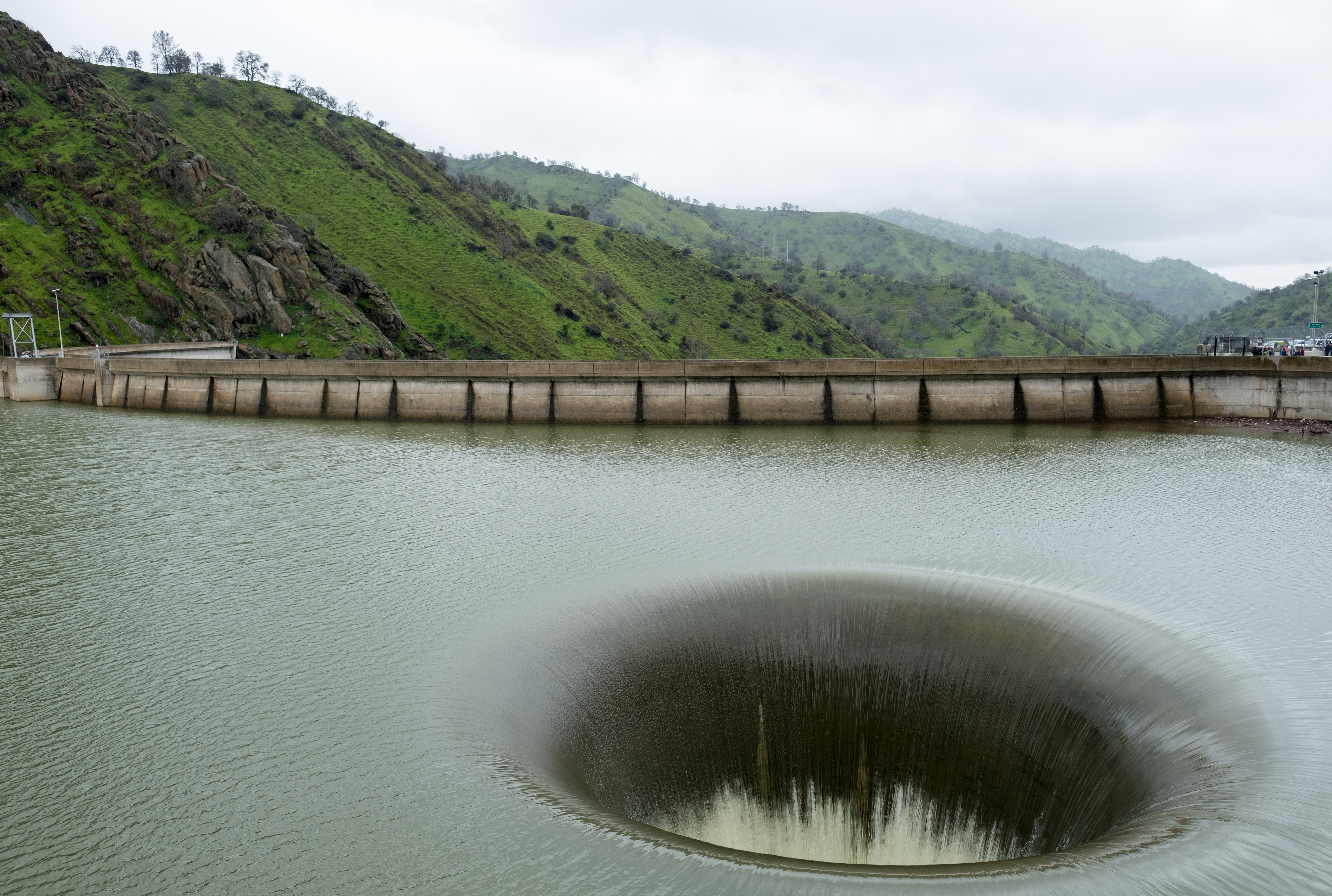
Funcionamento do vertedouro da barragem de Monticello em 19 de fevereiro de 2017.

O Glory Hole é um imenso vertedouro de concreto que tem 22m de diâmetro, 213m de comprimento e tem capacidade de esvaziar o reservatório à razão de 408 mil litros por segundo.
Com a forma de um sino invertido para que a água possa entrar em todo o seu perímetro, ele foi criado para evitar inundações. Sua "boca" eleva-se até a altura em que o nível da água começaria a ser perigoso, de modo que quando este limite é ultrapassado, o líquido excedente sai por seu interior.